# Beylikdüzü
Beylikdüzü is een stad in de Turkse provincie Istanbul. In 2008 telde Beylikdüzü 185.633 inwoners.

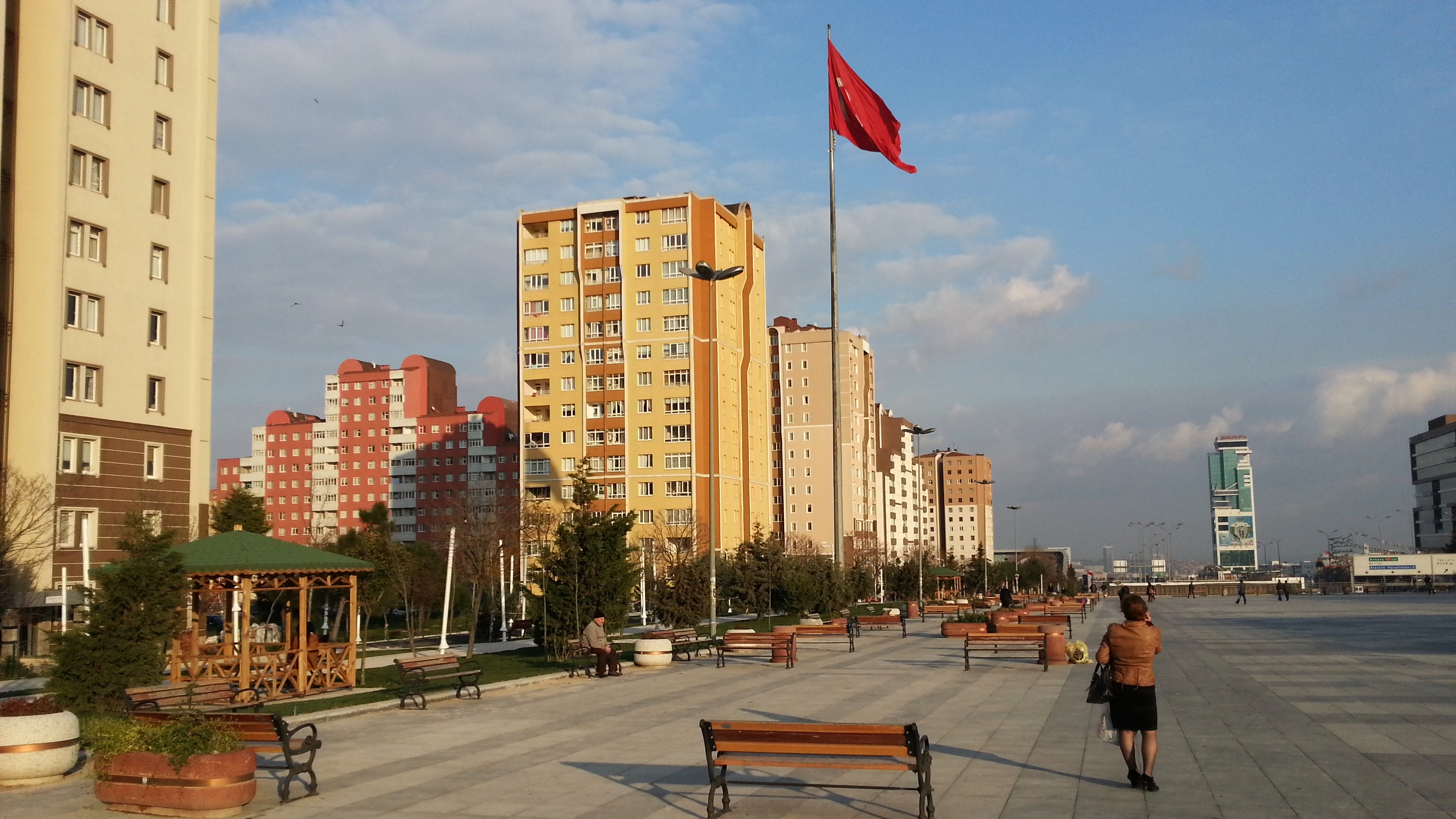
Beylikdüzü Freedom Square